# Bout de Zan et l'Espion
Bout de Zan et l'Espion o també Bout de Zan et le boche és una pel·lícula muda francesa escrita i dirigida per Louis Feuillade i estrenada el 12 d’abril de 1915.
Aquesta pel·lícula forma part de la sèrie Bout de Zan.

## Repartiment
- René Poyen : Bout de Zan
- Musidora
- Suzanne Le Bret